# Cherry Wilder
Cherry Wilder, született: Cherry Barbara Lockett (Auckland, 1930. szeptember 3. – Wellington, 2002. március 14.) új-zélandi tudományos-fantasztikus és fantasy írónő

## Élete
A nelsoni Nelson Girls High-ben tanult, ezután a christchurchi Canterbury Egyetem hallgatója lett. Tanulmányai befejezése után egyetemi tanárként és színházi rendezőként dolgozott. 
1954-ben első férjével együtt Ausztráliába, Új-Dél-Walesbe, majd második férjével, Horst Grimmel (1928-1992) Sydneybe költözött. Különféle lapok és magazinok számára írt szerelmes, illetve kalandtörténeteket. 
Első tudományos-fantasztikus írása 1974-ben jelent meg a New Writings In SF: 24 című kiadványban, a címe The Ark of James Carlyle volt. A novellát eredetileg férfi álnév alatt jelentette meg, később az új kiadást már Cherry Wilder néven jegyezte. Mivel fantasztikus történetei komoly sikereket arattak, több hasonló történetet, illetve később fantasy-t is írt. Írói életműve több, mint ötven novellára és több regényre terjed. 
1976-ban családjával együtt Németországba, a Frankfurt am Main melletti Langenbe költözött. Az 1980-as évek végén tért vissza Új-Zélandra. Írói hagyatéka a Dél-Mississippi Egyetemen található.

## Magyarul megjelent művei
- Messzi nyugaton (novella, Galaktika 43., 1982., utánközlés: Galaktika 216., 2008)
- A Phobos-átiratok (novella, Galaktika 43., 1982)
- James Carlyle bárkája (novella, Galaktika 255., 2011)

## Fordítás
- Ez a szócikk részben vagy egészben  a   Cherry Wilder című német Wikipédia-szócikk ezen változatának fordításán alapul.  Az eredeti cikk szerkesztőit annak laptörténete sorolja fel. Ez a jelzés csupán a megfogalmazás eredetét és a szerzői jogokat jelzi, nem szolgál a cikkben szereplő információk forrásmegjelöléseként.